# HD 205114
HD 205114，又名BD+51 3079，SAO 33497、HR 8242，是一颗恒星，视星等为6.16，位于銀經95.22，銀緯0.86，其B1900.0坐标为赤經21h 28m 5.8s，赤緯+52° 0.86′ 42″。